# 薩爾溫江
薩爾溫江（緬甸語發音：[θàɴlwɪ̀ɴ mjɪʔ]），全长3562公里，流域面积266037平方公里。薩爾溫江發源中国大陸西藏自治區那曲市安多县，流經中國大陸雲南省後進入緬甸，當中一度成為緬甸與泰國的界河，最後於緬甸毛淡棉附近分流注入印度洋。薩爾溫江上游中國大陸境內河段稱為怒江。

## 名稱
薩爾溫江的英語名稱為「Salween」，但在聯合國官方文件裡拼寫為「Thanlwin」，是音譯自緬甸語（IPA：[θàɴlwɪ̀ɴ mjɪʔ]），得名于江边常见的杜英属植物。該河流在當地其他語言的名包括泰語：、東波克倫語：、斯高克倫語：及孟語：（[san lon]）。
在中國，將境內河段稱為怒江，其名稱與居住該地區的怒族有關。最上游河段在西藏境內稱為那曲（藏語：ནག་ཆུ，威利转写：nag chu，THL：nak-chu），意為「黑河」。

## 流域

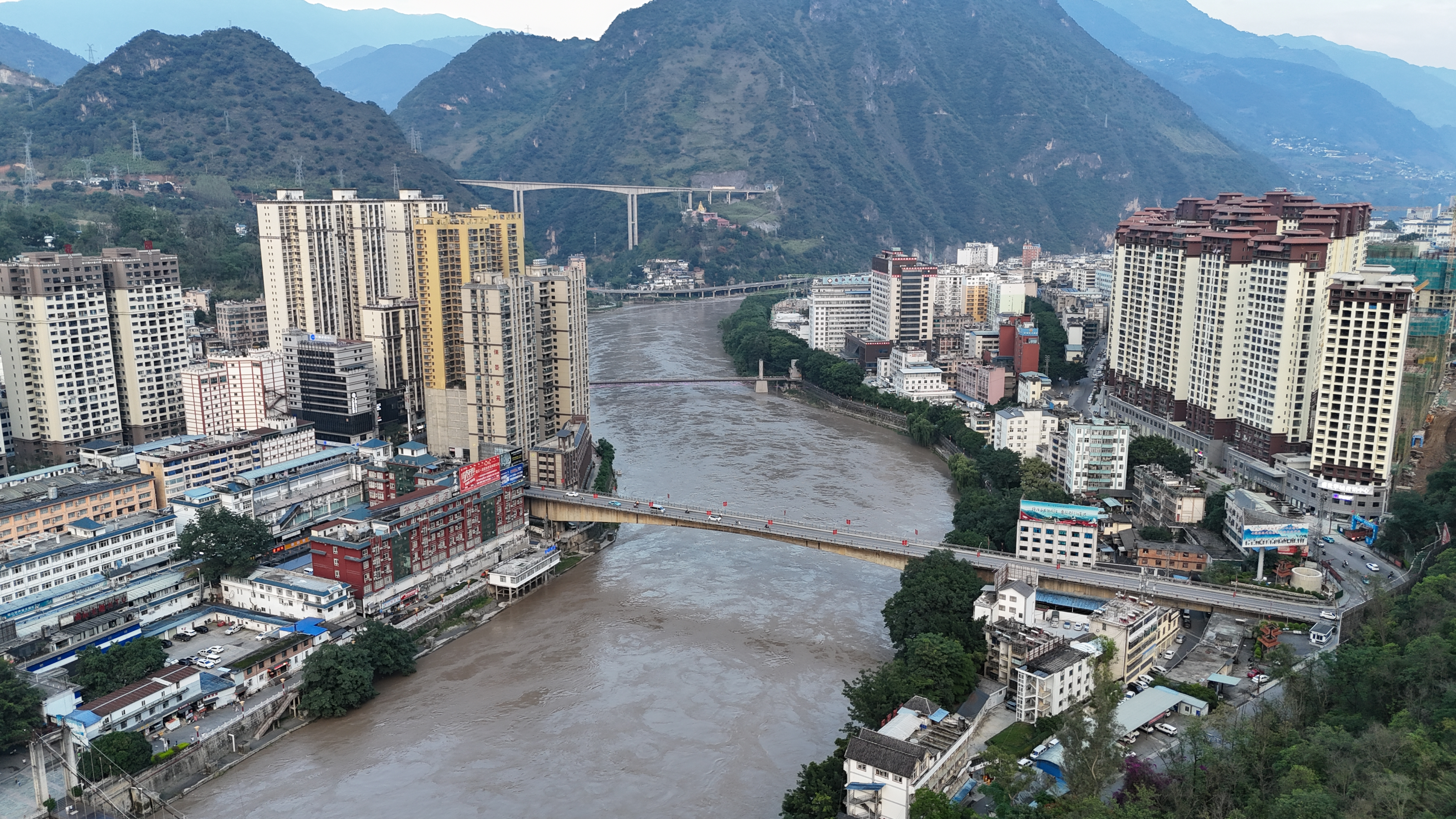
怒江干流穿过云南泸水市

薩爾溫江上游在中國大陸境內，稱為怒江。其上源为桑曲，它发源于唐古拉山南麓的将美尔岗尕楼冰川（离长江之源各拉丹冬峰很近），源头位于中国西藏那曲市安多县境内，源流名为将美尔曲。流经西藏自治区、云南省，流入缅甸后改称萨尔温江。
入缅后，依次接纳了左岸的南定河、南卡江，右岸的南登河、南邦河等支流。干流纵穿缅甸东部，深切掸邦高原及南北向纵列山谷，谷深流急，是典型山地河流。下游部分河段为缅、泰界河。在毛淡棉附近，分西、南两支入印度洋的安达曼海的莫塔马湾，并在河口处两支流间形成比卢岛（ Bilugyun Island）。
薩爾溫江上游在高原地区，山势较平坦，水量很大，水面较宽，流速不大；中游坡降大，水流湍急，形成高山深谷；下游雨水补充较多，山势开阔，形成农业区。
薩爾溫江在雲南省境內的怒江河段与澜沧江、金沙江共同穿越横断山脉并行南流，与澜沧江的最短直线距离不到19公里。三江并流是世界上地质奇观，已列入世界自然遗产。
薩爾溫江支流短小，是典型的羽状水系。

## 主要支流

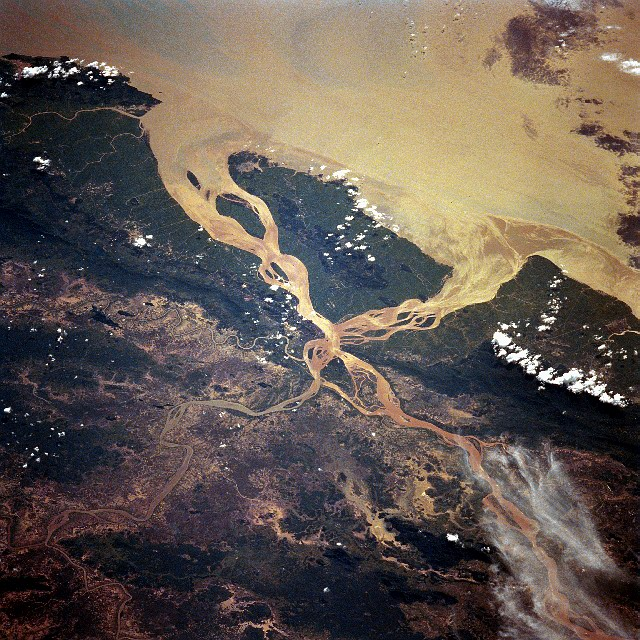
河口三角洲（左上为南方），右下方為薩爾溫江主流，下方偏左為吉英河，左方較細小者為阿特蘭河，後兩者均注入薩爾溫江的分流。

以下為河口至中國、緬甸邊界的主要支流：
- 阿特蘭河：緬甸孟邦、克倫邦
- 吉英河：緬甸孟邦、克倫邦
- 東薩姆河：緬甸孟邦、克倫邦
- 雲薩林河（英语：Yunzalin River）：緬甸克倫邦
- 莫艾河（當翁河）：緬甸（克倫邦）、泰國（夜豐頌府、達府）界河
- 鮑恩河（英语：Pawn River）：緬甸克耶邦、撣邦
- 拜河：緬甸克耶邦、泰國夜豐頌府
- 南登河：緬甸撣邦
- 醒河（英语：Hsim River）：緬甸撣邦
- 南龐河：緬甸撣邦
- 南卡江：緬甸撣邦、中國雲南省
  - 南永河：緬甸撣邦、中國雲南省
  - 南馬河 (中國)：中國雲南省
    - 納烏河：中國雲南省-緬甸撣邦界河
- 南馬河 (緬甸)：緬甸撣邦
- 南定河：緬甸撣邦（果敢自治區）、中國雲南省
- 曼辛河：緬甸撣邦、中國雲南省

以下為中國、緬甸邊界至源頭（怒江河段）的主要支流：
- 勐波羅河：中國雲南省
- 玉曲：中國西藏自治區
- 姐曲：中國西藏自治區
- 索曲：中國西藏自治區
- 下秋曲：中國西藏自治區

## 水利工程
薩爾溫江河床落差大，有丰富的水能资源，天然蕴蓄出力可达到4700万千瓦。
目前缅甸正在兴建4座水坝。中国2003年曾经有过在境内建设13座梯级水电站的规划，其中丙中洛电站位于三江并流保护区内，由于受到众多专家及环境保护组织人士的质疑，以及媒体的大量调查报道，该规划被搁置下来。